# Lagynogaster princeps
Lagynogaster princeps là một loài ruồi trong họ Asilidae. Lagynogaster princeps được Osten-Sacken miêu tả năm 1882. Loài này phân bố ở miền Ấn Độ - Mã Lai.